# Racek (rybník)
Racek je vodní nádrž v Rumburku o ploše okolo 3,5 ha. Délka břehů rybníka je 227 m a samotná hráz je dlouhá 85 m. Největší hloubka je 3,2 m. Rybník racek byl revitalizován a celkově rekonstruován v letech 2001-2002 a celkové náklady činily zhruba 5 milionů korun. Rybník Racek slouží jako retenční nádrž, rybářský revír a v neposlední řadě i místo rekreace. V blízkosti rybníka Racek se nachází chatová oblast. V roce 2001 byl rybník Racek rozšířen o rybník Tůň.

## Fauna
Mezi nejvzácnější ptáky, kteří se vyskytují v blízkosti rybníka Racek je bezesporu ledňáček říční. Dále se tu vyskytují volavky popelavé, čírky obecné a další druhy vrubozobých ptáků. V rybníku jsou vysazené různé druhy chovných ryb určených pro lov a to kapr obecný, amur bílý a štika obecná. Z obojživelníků zde můžeme najít skokana zeleného, ropuchu obecnou a v blízkých mokřadech i čolka obecného, který se hojně vyskytoval na Racku před jeho rekonstrukcí před rokem 2001. Plazy zde zastupuje užovka obojková.

## Flóra
Celá levá část břehů od přehrady je zarostlá úmyslně mokřady.